# Abenteuer in Rio
Abenteuer in Rio (Originaltitel: L’Homme de Rio) ist ein italienisch-französischer Spielfilm aus dem Jahr 1964 von Philippe de Broca mit Jean-Paul Belmondo und Françoise Dorléac in den Hauptrollen. Die Actionkomödie zeigt, wie ein junger Soldat auf der Suche nach seiner entführten Freundin in Frankreich und Brasilien in haarsträubende Abenteuer verwickelt wird.

## Handlung
Der französische Soldat der Luftwaffe, Adrien Dufourquet aus Besançon, will während seines achttägigen Heimaturlaubs seine kapriziöse Braut Agnès Villermosa in Paris besuchen. Kurz vor seiner Ankunft haben Unbekannte aus dem Völkerkundemuseum Musée de l’Homme in Paris eine alt-amerikanische Statuette gestohlen und dabei einen Wachmann ermordet. Professor Catalan, Experte für die untergegangene maltekische Kultur, informiert den untersuchenden Kommissar über den Hintergrund der Statuette: Es existieren drei Exemplare, die die Expeditionsteilnehmer de Castro, Villermosa und Catalan im brasilianischen Dschungel gefunden haben. Jeder der Teilnehmer nahm eine der Statuetten an sich. Villermosa starb bereits kurze Zeit nach der Expedition. Seine Tochter Agnès weiß, wo sich die Statuette ihres Vaters in Rio befindet. Als Agnès vor Adriens Augen entführt wird, folgt er ihr nach Rio de Janeiro.
In Rio wird Adrien durch den jungen Schuhputzer „Sir Winston“ unterstützt. Agnès kann von Adrien aus einem Hotel befreit werden. Sie finden die Statuette von Agnès’ Vater, allerdings nehmen die Gangster sie ihnen ab. Beide machen sich nach Brasília auf, um den Milliardär de Castro zu besuchen. Auf dem Weg dorthin befreien sie Professor Catalan aus den Händen der Gangster. In Brasilia, das sich gerade im Aufbau befindet, treffen sie auf de Castro. Dort stellt sich heraus, dass Catalan Drahtzieher der Morde und Entführungen war. Er ermordet de Castro und entführt Agnès, in die er verliebt ist. Adrien verfolgt sie in eine kleinere Stadt im Amazonasbecken. Von da aus fahren Catalan, seine Bande und Agnès in den Regenwald, um den Schatz zu heben.
Die Statuetten enthielten nicht nur kleine Zettel, auf denen der Schatzplan gezeichnet war; sie müssen auch in einer Höhle zu einer bestimmten Tageszeit aufgestellt werden. Die in den Statuetten befestigten Edelsteine brechen das Licht und weisen so auf den Eingang zur Schatzkammer. Agnès wird von Adrien erneut befreit und Catalan durch von Sprengungen ausgelöste Erderschütterungen in der Schatzhöhle begraben. Die Sprengungen stammen von der Baufirma, die die Transamazônica durch den Regenwald treibt. Adrien schafft es gerade noch rechtzeitig nach Frankreich und zu seinem Zug im Gare de Lyon, der ihn zur Truppe zurückbringt.

## Hintergrund

Verschiedene Schauspieler des Films vor dem Flugzeug, mit dem Agnès (Françoise Dorléac; zweite von links) und Adrien nach Brasilien reisen

Mit Abenteuer in Rio erfüllte sich Regisseur De Broca einen Kindheitstraum – er realisierte den Film, den er nach eigenen Angaben als Kind immer gerne gesehen hätte. Pate standen bei der Konzeption des Films die Comicreihe Tim und Struppi des Comickünstlers Hergé, aber auch die klassischen Abenteuergeschichten von Joseph Conrad, Jack London und Jules Verne. Abenteuer in Rio wurde Mitte der 1960er Jahre nicht nur zu einem Erfolg an der Kinokasse in Europa und den USA (Robert Kennedy soll sich den Film zweimal im Kino angesehen haben), sondern später auch zum Vorbild vieler moderner Abenteuerfilme wie etwa der Indiana-Jones-Reihe von Steven Spielberg.
Drehbuchautorin Ariane Mnouchkine begründete im Jahr der Dreharbeiten zu Abenteuer in Rio das heute weltbekannte Théâtre du Soleil. Historisch bemerkenswert sind die Szenen, die die damals als architektonisches Gesamtwerk neu entstehende brasilianische Hauptstadt Brasilia noch im Stadium einer Großbaustelle zeigen.
Für die Filmmusik zeichnete Georges Delerue verantwortlich, der zu den bekanntesten Filmkomponisten der Welt zählte (Platoon, Die letzte Metro). Seine Werke wurden unter anderem mit einem Oscar und einem César ausgezeichnet. 2006 wurden Auszüge des Soundtracks sowie von Alexandre Desplat nachgespielte Versionen der Filmthemen zu Abenteuer in Rio von Universal Music France als CD veröffentlicht. Im März 2009 ist erstmals der komplette Score von Delerue bei Kritzerland Records in einer auf tausend Stück limitierten Ausgabe auf CD erschienen. Die Solistin des Titels Sightseeing ist die brasilianische Sängerin Elizeth Cardoso (1920–1990).
Kinostart des Films war in der Bundesrepublik Deutschland am 17. April 1964 und in der DDR am 6. August 1965.  Im deutschen Fernsehen war er erstmals am 14. Juni 1975 um 22.05 Uhr in der ARD zu sehen.

## Kritik
Das Lexikon des internationalen Films schrieb: „Ein ironisch gefärbter Abenteuerfilm, der seine Effekte schwungvoll serviert. Ein etwas rauhes, aber herzhaftes Vergnügen.“

## Auszeichnungen
Der Film war bei der Oscarverleihung 1965 in der Kategorie „Bestes Originaldrehbuch“ nominiert, musste sich aber dem US-amerikanischen Kriegsdrama Der große Wolf ruft geschlagen geben. 1964 gewann der Film den New York Film Critics Circle Award als „Bester fremdsprachiger Film“.
Das Magazin Der Spiegel kürte jene Szene, in der sich Adrien für Agnès ein „rosa Auto mit grünen Sternen“ wünscht und sie es – dank rasantem Schnitt – sofort bekommt, zu einem von hundert außergewöhnlichen Momenten der Filmgeschichte.